# اسکیت‌بوردینگ در المپیک تابستانی ۲۰۲۰
رقابت‌های اسکیت‌بوردینگ در بازی‌های المپیک تابستانی ۲۰۲۰ در توکیو ژاپن برگزار شد.

## مسابقات
چهار رقابت در این دوره از مسابقات برگزار شد که شامل رقابت‌های پارک و خیابانی در بخش مردان و زنان خواهد بود.

## مکان برگزاری
مسابقات اسکیت‌بوردینگ در المپیک ۲۰۲۰ در ورزشگاه شهری آئومی در توکیو برگزار شد.

## جدول مدال‌ها
*   کشور میزبان (ژاپن)
| رتبه           | کشور                | طلا | نقره | برنز | مجموع |
| -------------- | ------------------- | --- | ---- | ---- | ----- |
| ۱              | ژاپن*               | ۳   | ۱    | ۱    | ۵     |
| ۲              | استرالیا            | ۱   | ۰    | ۰    | ۱     |
| ۳              | برزیل               | ۰   | ۳    | ۰    | ۳     |
| ۴              | ایالات متحده آمریکا | ۰   | ۰    | ۲    | ۲     |
| ۵              | بریتانیای کبیر      | ۰   | ۰    | ۱    | ۱     |
| مجموع (۵ کشور) | مجموع (۵ کشور)      | ۴   | ۴    | ۴    | ۱۲    |

## نتایج
| رویداد       | طلا                    | نقره                 | برنز                            |
| پارک مردان   | کیگان پالمر · استرالیا | پدرو باروس · برزیل   | کوری جونو · ایالات متحده آمریکا |
| پارک زنان    | ساکورا یوسوزومی · ژاپن | کوکونا هیراکی · ژاپن | اسکای براون · بریتانیای کبیر    |
| خیابان مردان | یوتو هاریگومه · ژاپن   | کلوین هوفلر · برزیل  | جگر ایتن · ایالات متحده آمریکا  |
| خیابان زنان  | مومیجی نیشیا · ژاپن    | رایسا لیال · برزیل   | فونا ناکایاما · ژاپن            |